# Thaumastura cora
El colibrí cora (Thaumastura cora), también conocido como picaflor de cora (en Chile), colibrí hada peruano, colifina peruana (en Ecuador), colibrí de cora (en Perú) o pájaro mosquito, es una especie de ave apodiforme de la familia Trochilidae —los colibríes—, la única perteneciente al género monotípico Thaumastura. Es nativo de la vertiente del Pacífico del centro oeste de América del Sur.

## Distribución y hábitat
Se distribuye en las costas áridas y semiáridas de Perú, al norte hasta Piura y Lambayeque. Un único registro de Loja, Ecuador es aparentemente un visitante ocasional. Hacia el sur hasta el extremo norte de Chile, donde ha llegado recientemente y está ampliando su área de distribución.
El hábitat preferencial de esta especie son las zonas áridas con vegetación escasa o matorral, por ejemplo, colinas estériles con sólo unas pocas flores pequeñas, pero utiliza fácilmente tierras de cultivo y jardines. Desde el nivel del mar hasta 2400 m de altitud.

## Descripción
El macho mide 13 cm de longitud, considerando su larga cola, la hembra mide 8 cm. La espalda, cabeza y dorso son verdosos. El resto del cuerpo y pecho es de color crema. Tiene un pico recto y muy corto (más corto que su cabeza).  El macho (en época de reproducción) tiene plumas extremadamente largas y blancas. Las hembras y los juveniles tienen más bien la cola muy corta y redondeada, con puntas blancas (difíciles de ver).

## Comportamiento
Se alimenta del néctar de las flores, las que a su vez poliniza.

## Sistemática

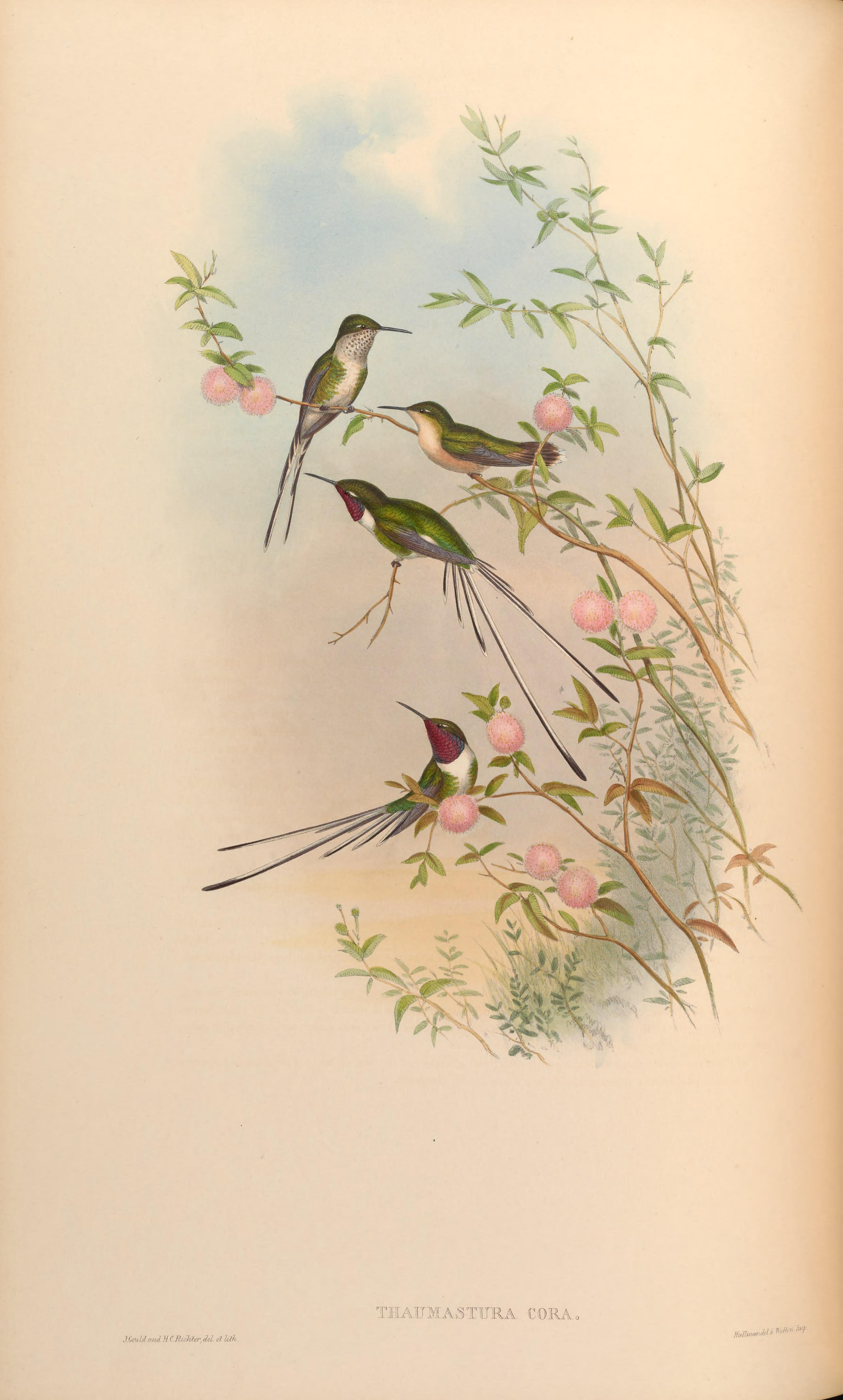
Thaumastura cora, ilustración de Gould y Richter en A monograph of the Trochilidae, or family of humming-birds 3, 1861.

### Descripción original
La especie T. cora fue descrita por primera vez por los ornitólogos franceses René Primevère Lesson y Prosper Garnot en 1827 bajo el nombre científico Orthorhynchus cora; su localidad tipo es: «entre Callao y Lima, Perú».
El género Thaumastura fue propuesto por el zoólogo francés Charles Lucien Bonaparte en 1850; la especie tipo subsecuentemente designada fue Trochilus (Orthorhynchus) cora, actualmente Thaumastura cora.

### Etimología
El nombre genérico masculino «Thaumastura» se compone de las palabras del griego «thaumastos» que significa ‘maravilloso’, ‘espléndido’, y «oura» que significa ‘cola’; y el nombre de la especie «cora», se refiere a Cora, una sacerdotisa del sol inca en la novela de Jean-François Marmontel «Les Incas, ou la destruction
de l’Empire du Pérou».

### Taxonomía
Las subespecies descritas anteriormente parecen representar una variación natural o especímenes descoloridos. Es monotípica. Se registran híbridos de la presente especie con Eulidia yarrellii.